# Traugott Senn
Traugott Senn (* 9. September 1877 in Maisprach; † 21. April 1955 in Ins; heimatberechtigt in Zimmerwald) war ein Schweizer Maler, der durch seine Landschaftsbilder bekannt wurde.

## Leben und Werk
Traugott Senn war der Sohn eines Lehrers in Maisprach. Er besuchte in Bern die Sekundarschule und anschliessend die städtische Gewerbeschule, wo er sich zum Dekorationsmaler ausbilden liess. Mit achtzehn Jahren ging er für vier Jahre auf die Walz und arbeitete in verschiedenen Städten Süddeutschlands. Da seine Gesundheit nicht die beste war, musste er seinen Beruf aufgeben, und er entschloss sich für eine Kunstmalerlaufbahn.
Nach Bern zurückgekehrt, besuchte Senn von 1901 bis 1903 die Kunstgewerbeschule. Ein Stipendium ermöglichte es ihm, in Paris für ein Jahr bei Luc-Olivier Merson zu studieren. Hier lernte er Adolf Tièche kennen. Beide kehrten 1904 in die Schweiz zurück, wo sie der Sektion Bern der Gesellschaft Schweizerischer Maler, Bildhauer und Architekten beitraten und später zur Gründung der Kunsthalle Bern beitrugen.
Senn war ein Repräsentant der von Ferdinand Hodler geführten «Berner Schule», zu der auch Adolf Tièche, Emil Cardinaux, Eduard Boss, Ernst Linck, Emil Prochaska (1874–1948) und Max Eugen Brack (1878–1950) gehörten. Zum ersten Mal stellte Senn seine Werke 1902 an den Turnusausstellungen des Schweizerischen Kunstvereins aus und beteiligte sich in den folgenden Jahren regelmässig im In- und Ausland an Ausstellungen.
1916 heiratete Senn und lebte in Ostermundigen, Rubigen und Belp, wo er die Motive fand, die ihm zusagten. Seine eigentliche Heimat fand Senn 1924 in Ins, dem Geburtsort von Albert Anker. Senn fühlte sich als Seelenverwandter Ankers.
Senns Bilder befinden sich in Sammlungen in Bern, Freiburg und La Chaux-de-Fonds. Er stellte seine Werke u. a. in der Kunsthalle Basel, Kunsthalle Bern, im Kunstmuseum Bern, Kunsthaus Zürich, Kunsthaus Glarus sowie in München im Glaspalast aus. Traugott Senn gilt als künstlerischer Entdecker des Berner Seelands und als Erneuerer des Paysage intime.